# Theodor Spengler
Theodor Carl Spengler (* 22. Februar 1886 in Winterthur; † 18. August 1965 in Küsnacht) war ein Schweizer Chemiker.
Theodor Spengler war ein Sohn von Carl Johann J. V. Spengler aus Mannheim (ein Bruder von Alexander Spengler) und Auguste Gockel von Karlsruhe und wuchs in Winterthur auf. Sein Vater hatte in Folge der badischen Revolution Deutschland verlassen.
Theodor Spengler entwickelte um 1911 in Genf zusammen mit Amé Pictet die heute noch wichtige «Pictet-Spengler-Reaktion» und beschrieb sie im Juni 1911 in den «Berichten der deutschen chemischen Gesellschaft». Diese Entdeckung spielt in der Chemie und Pharmazie eine wichtige Rolle: So wird heute das unter dem Handelsnamen Cialis vertriebene Medikament mittels dieser Reaktion produziert. 
Theodor Spengler meldete einige Patente an und betrieb in späteren Jahren im Raum Zürich eine kleine chemische Fabrik.